# Tom Muyters
Tom Muyters (Tongeren, 5 dicembre 1984) è un ex calciatore belga, di ruolo portiere.

## Palmarès

### Club

#### Competizioni nazionali
- Tweede klasse: 1

Sint-Truiden: 2008-2009